# Harper (Kansas)
Hardtner es una ciudad ubicada en el de condado de Harper en el estado estadounidense de Kansas. En el año 2010 tenía una población de 1473 habitantes y una densidad poblacional de 446,36 personas por km².

## Geografía
Hardtner se encuentra ubicada en las coordenadas 37°17′07″N 98°01′36″O / 37.285252, -98.026615 (37.285252, -98.026615).

## Demografía
Según la Oficina del Censo en 2000 los ingresos medios por hogar en la localidad eran de $30,272 y los ingresos medios por familia eran $40,761. Los hombres tenían unos ingresos medios de $29,583 frente a los $19,779 para las mujeres. La renta per cápita para la localidad era de $16,543. Alrededor del 9.5% de la población estaban por debajo del umbral de pobreza.